# اهرید
اهرید یکی از شهرهای کشور مقدونیه شمالی است.
این شهر در حدود ۳۰ آرامگاه تاریخی دارد که مورد استقبال شدید جهانگردان قرار می‌گیرد. همچنین وجود بازمانده‌های کاخهایی که رومی‌ها در زمان فرمانروایی خود در این شهر ساخته‌اند جلوه ویژه‌ای به این شهر داده است.
نام قدیم این شهر لینیدوس بوده که در کنار جاده «ویا ایگناتیا» که شهرهای آدریاتیک و آگن را بهم متصل می‌کرد ساخته شده است.
یکی از زیباترین دریاچه‌های اروپا با نام دریاچه اوهرید در این شهر قرار دارد که ژرفترین دریاچه اروپاست.
یک سوم این دریاچه در آلبانی قرار دارد ولی زیبایی قسمتی که در مقدونیه قرار دارد را دارا نیست.

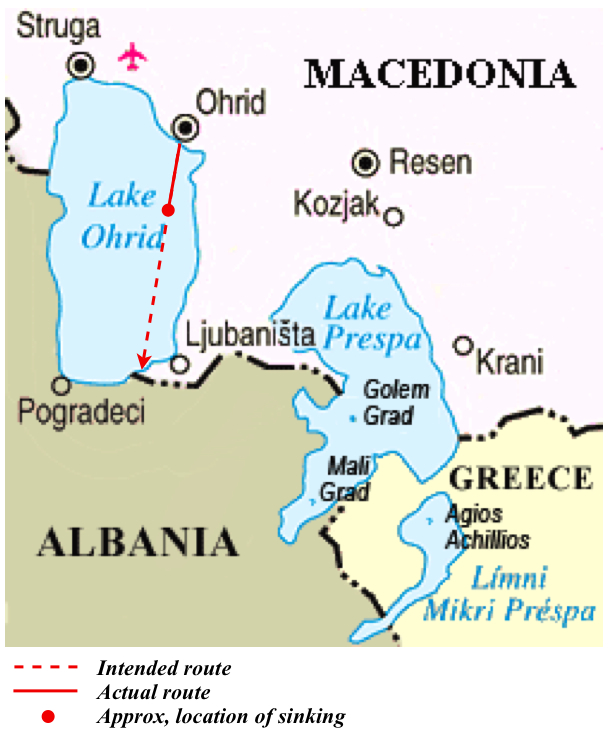
دریاچه اوهرید

## نگارخانه

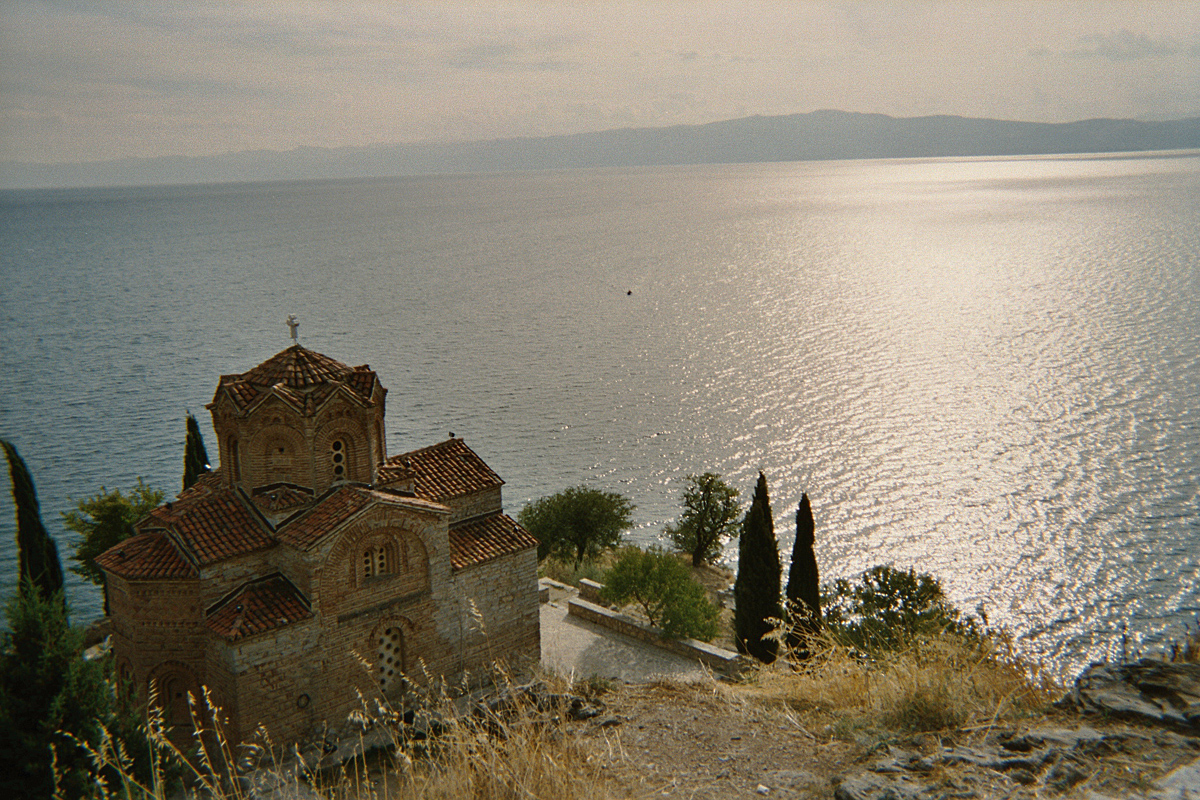
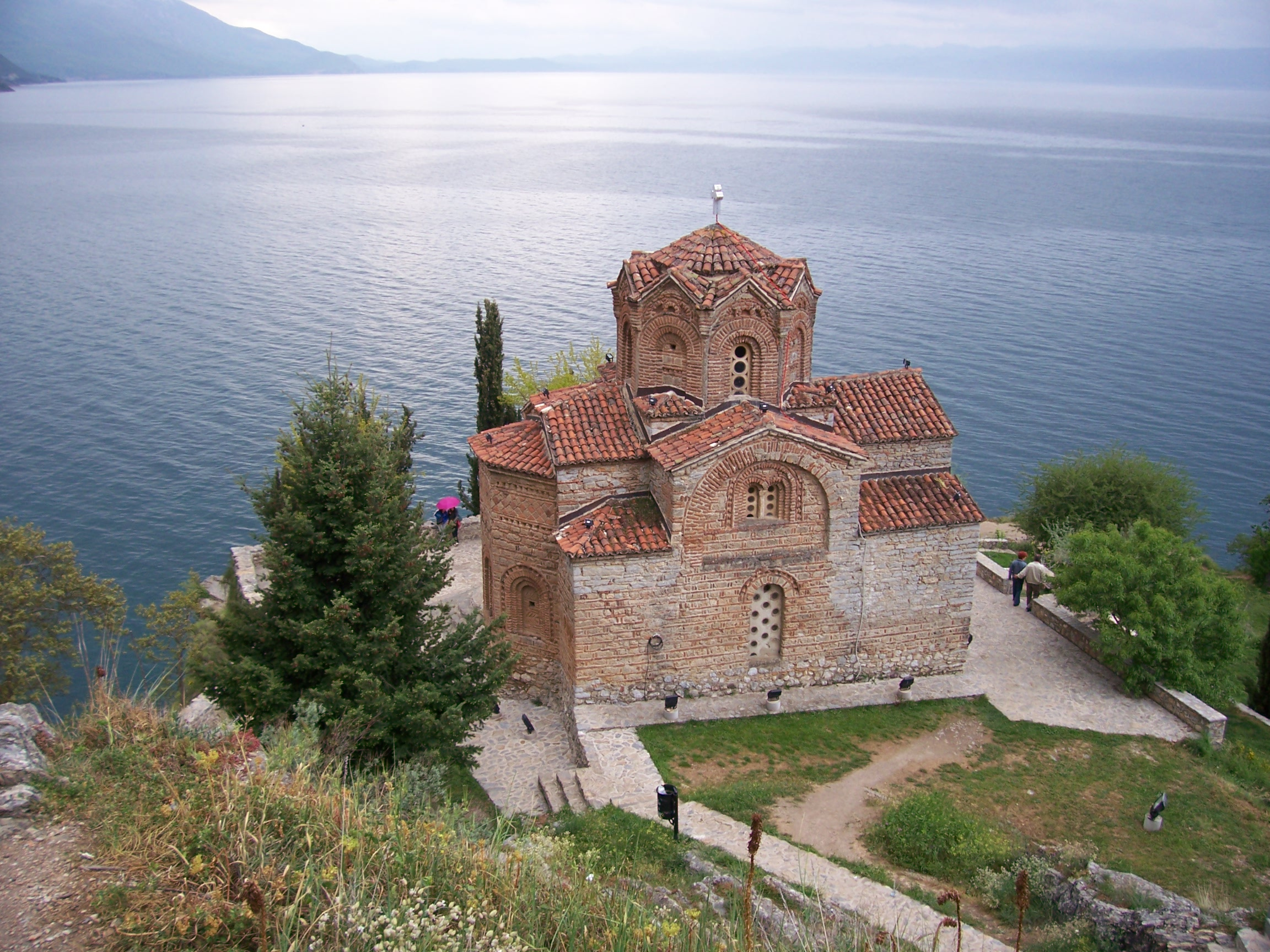
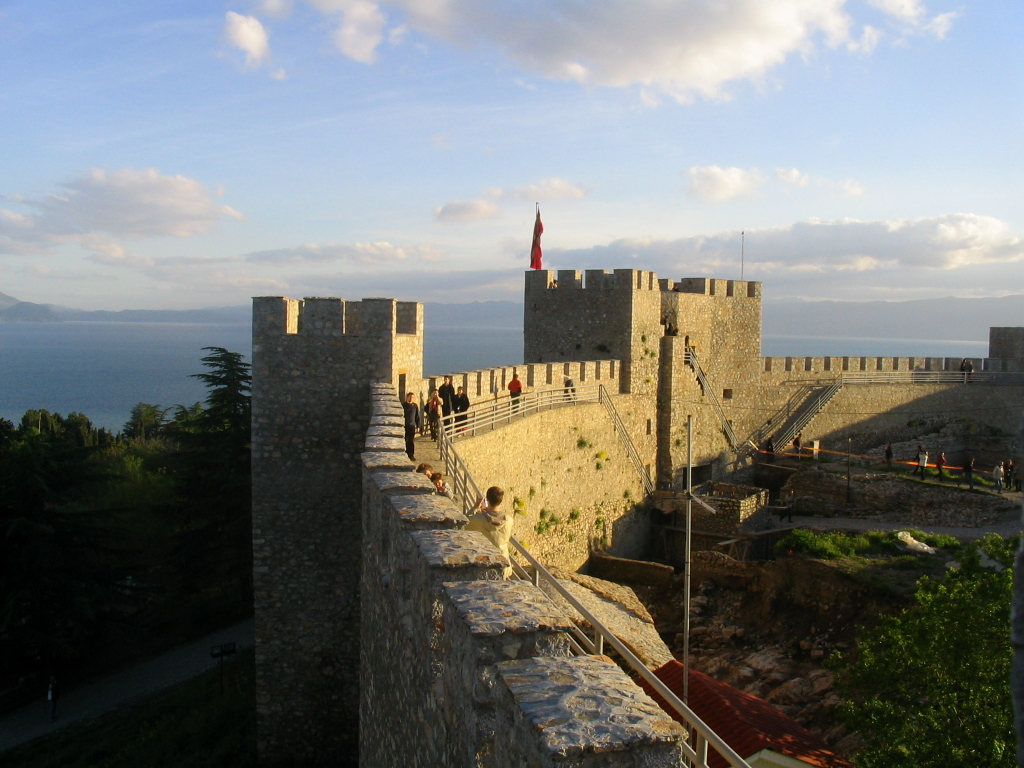

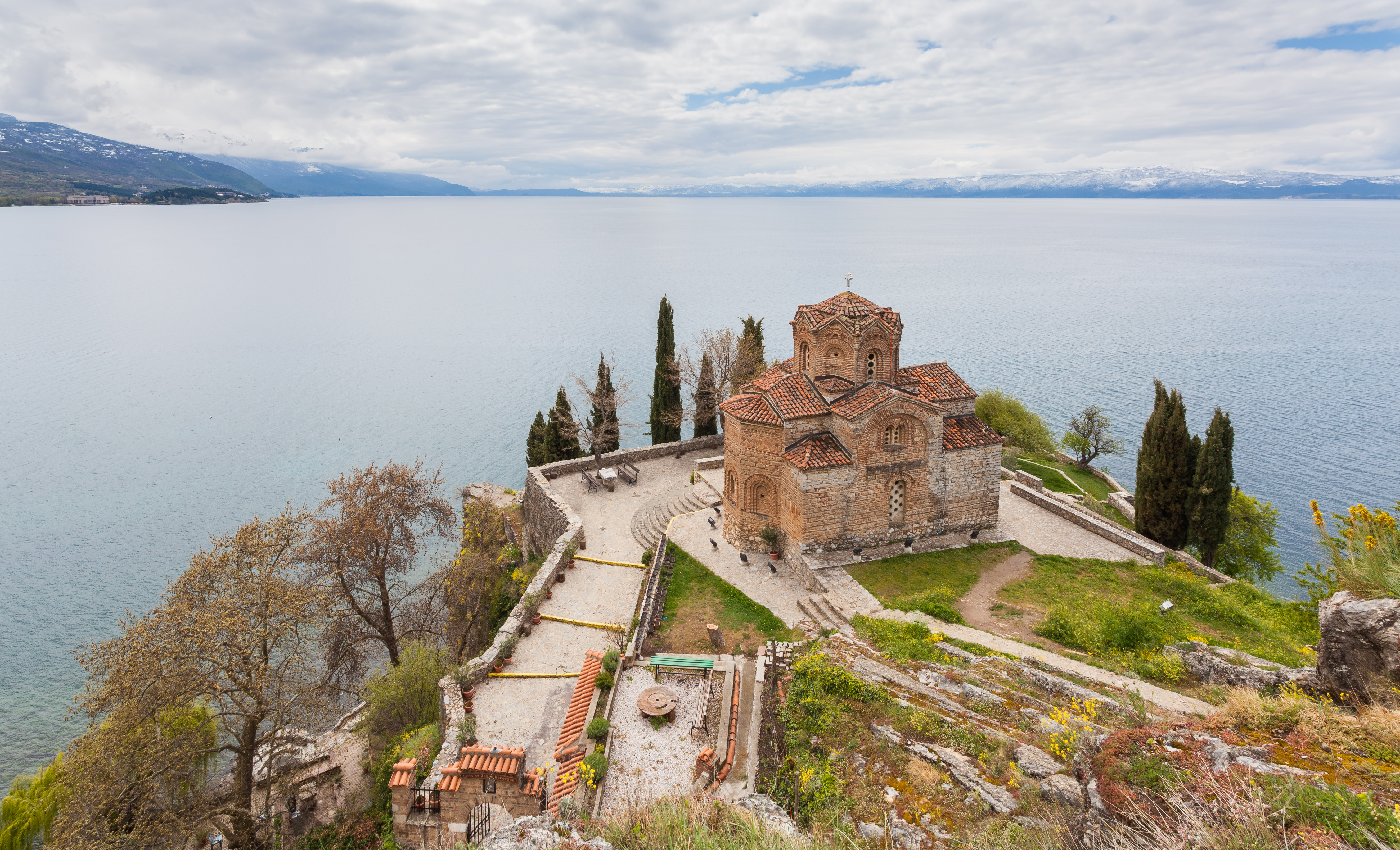
کلیسای سنت جان یک کلیسای ارتدکس مقدونی است که بر روی صخره‌ای بر فراز ساحل کانئو مشرف به دریاچه اهرید در شهر اهرید، مقدونیه شمالی واقع شده‌است. این کلیسا به یوحنای پاتموس نویسنده مکاشفه که برخی او را همان شخص یوحنا حواری می‌دانند، تقدیم شده‌است. تاریخ ساخت کلیسا ناشناخته باقی مانده‌است، اما اسناد مربوط به اموال کلیسا نشان می‌دهد که این کلیسا قبل از سال ۱۴۴۷ ساخته شده‌است. باستان شناسان معتقدند که این کلیسا مدتی قبل از ظهور امپراتوری عثمانی به احتمال زیاد در قرن سیزدهم ساخته شده‌است. کار مرمت در سال ۱۹۶۴ منجر به کشف دیوارنگاره در گنبد آن شد.